# Портер, Кэтрин Энн
Кэ́трин Энн По́ртер (англ. Katherine Anne Porter, 15 мая 1890 года, Индиан-Крик, Техас, США — 18 сентября 1980 года, Силвер-Спринг, Мэриленд, США) — американская журналистка, писательница и общественный деятель.

## Биография
Кэтрин Энн Портер, урождённая Калли Рассел Портер, была четвёртым ребёнком в семье Харрисона Буна Портера (Harrison Boone Porter) и Элис Джонс Портер (Alice Jones Porter). Семейное древо их рода прослеживается вплоть до переселенца Даниэля Буна. Троюродным братом её отца был писатель О. Генри (настоящее имя Уильям Сидни Портер). В 1892 году, когда Энн исполнилось два года, её мать умерла спустя два месяца после очередных родов. Отец отправил оставшихся детей (старший брат умер во младенчестве) на воспитание к бабушке, Кэтрин Энн Портер, в город Кайл (Kyle), Техас. О влиянии бабушки на жизнь писательницы можно судить по тому факту, что позднее она сменила своё имя на бабушкино.
Бабушка умерла, когда Энн было 11 лет. После этого семья жила в различных городах в штатах Техас и Луизиана, останавливаясь у родственников, либо снимая комнаты. Девушка получала образование в бесплатных школах этих городов и окончила Школу Томаса (Thomas School), частную методистскую школу в Сан-Антонио, штат Техас. Это было всё её образование после школы грамоты.
В 1906 году Портер уехала из дома и вышла замуж за Джона Кунца (John Henry Koontz) в Лафкине (Lufkin), штат Техас. Энн приняла католическую веру мужа. Кунц, выходец из богатой фермерской техасской семьи, оказался домашним тираном. Однажды, будучи пьяным, он столкнул Энн с лестницы, сломав ей лодыжку. В 1915 году пара развелась.
В 1914 году она уехала от мужа в Чикаго, где снималась в массовке фильмов. После чего вернулась в Техас и работала актрисой и певицей в маленьком городе. После развода Портер сменила имя на Кэтрин Энн. В том же году Портер тяжело заболевает. Врачи ставят ей диагноз туберкулёз, и последующие два года жизни, до тех пор, пока не обнаружилось, что на самом деле у неё бронхит, она проводит в санатории, где и принимает решение стать писательницей. В 1917 году она ведёт колонку театральной критики и светской хроники в газете Critic города Форт-Уэрт. В 1918 пишет для газеты Rocky Mountain News в Денвере. В 1918 году она тяжело переносит эпидемию испанского гриппа, охватившую Денвер. После выписки из больницы она была очень ослабленной и практически лысой. Вновь отраставшие волосы были практически седыми и сохранили такой цвет до конца её жизни. События того времени описаны писательницей в трилогии новелл «Бледный конь, бледный всадник» (англ. Pale Horse, Pale Rider), за которую она получила первую ежегодную золотую медаль от Библиотечного Общества Нью-Йоркского университета.
В 1919 году Портер переезжает в Гринвич-Виллидж в Нью-Йорке, где становится «литературным негром», пишет рассказы для детей. Политическая жизнь того времени оказывает на Портер большое влияние, она увлекается идеями радикализма. В 1920 году она отправляется в Мексику, где знакомится с активистами левого движения, в частности с Диего Риверой. Позднее, однако, Портер теряет интерес как к самому движению, так и к его лидерам. Также в 20-е годы Кэтрин стала горячо критиковать католическую церковь. Этих позиций она придерживалась вплоть до последних лет жизни, пока вновь не вернулась в лоно церкви.
Между 1920-м и 1930-м годами Портер курсировала между Нью-Йорком и Мехико и начала публиковать свои короткие рассказы и эссе.
Портер выходила замуж ещё трижды: в 1926 году за Эрнеста Стока (Ernest Stock), в 1930 за Юджина Прессли (Eugene Pressley), а последним мужем Портер стал Альберт Рассел Эрскин-мл. (Albert Russel Erskine, Jr.), который был младше её на двадцать лет. После развода с ним Портер более не выходила замуж. Детей у Портер не было.
С 1948 по 1958 год Портер преподавала в Стэнфордском университете, Мичиганском университете и Техасском университете.
В 1962 году Портер опубликовала свой единственный роман «Корабль дураков», который стал бестселлером и получил высокую оценку критиков и читателей. Роман повествует о социально-психологических предпосылках возникновения фашизма, ненависти и жестокости. Эта книга о расовых и социальных предрассудках, о взаимопонимании и его отсутствии, о том, как люди на одном корабле изо всех сил пытаются быть не вместе.
В 1966 году Портер получила Пулитцеровскую премию и Национальную книжную премию за «Сборник рассказов Кэтрин Энн Портер». В 1977 году Портер опубликовала повесть «Тщета земная» (англ. Old Mortality).
Кэтрин Энн Портер умерла 18 сентября 1980 года в своем доме в Силвер-Спринге (Мэриленд). Прах Портер был захоронен рядом с могилой её матери, в родном городе писательницы на кладбище Индиан-Крик в Техасе.
В 2006 году Почтовая служба США выпустила марку с изображением Кэтрин Энн Портер. Эта марка стала двадцать второй маркой в серии «Литература».

### Роман
- «Корабль дураков» (англ. Ship of Fools), 1962

### Повести
1. Тщета земная (англ. Old Mortality), 1937
2. Полуденное Вино (англ. Noon Wine), 1937 (экранизация 1966[12] и 1985[13])
3. Бледный конь, бледный всадник (англ. Pale Horse, Pale Rider), 1939 (экранизация 1980[14])

### Рассказы
1. «Maria Concepcion», 1922
2. «The Martyr», 1923
3. Девственница Виолетта (англ. "Virgin Violeta"), 1924
4. «He», 1927
5. «Magic», 1928
6. Веревка (англ. "Rope"), 1928
7. «Theft», 1929
8. «The Jilting of Granny Weatherall», 1930 (экранизирован в 1980 году)[15]
9. «The Cracked-Looking-Glass», 1932
10. Гасиенда (англ. "Hacienda"), 1934
11. Могила (англ. "The Grave"), 1934
12. Мудрость, нисходящая свыше (англ. "The Downward Path to Wisdom"), 1939
13. Падающая башня (англ. "The Leaning Tower"), 1941
14. Источник (англ. "The Source"), 1944
15. Путь (англ. "The Journey"), 1944
16. Свидетель (англ. "The Witness"), 1944
17. Цирк (англ. "The Circus"), 1944 (экранизирован в 1990 году)[16]
18. Последний лист (англ. "The Last Leaf"), 1944
19. «A Day’s Work», 1944
20. Старый порядок (англ. "The Old Order"), 1958
21. Фиговое дерево (англ. "The Fig Tree"), 1960 (экранизирован в 1987 году)[17]
22. «Holiday», 1960
23. «A Christmas Story», 1967

### Сборники рассказов
- Сборник рассказов Кэтрин Энн Портер (англ. The Collected Stories of Katherine Anne Porter), 1965
- Старый порядок: Истории Юга (англ. The Old Order: Stories of the South), 1955
- Падающая башня и другие рассказы (англ. The Leaning Tower and Other Stories), 1944
- Иудино дерево в цвету (англ. Flowering Judas and Other Stories), 1930

## Награды
- 1966 — Пулитцеровская премия

## Экранизации
В 1965 году на экраны вышла экранизация единственного романа Портер «Корабль дураков». В главных ролях снялись звезды мирового кино Вивьен Ли и Симона Синьоре.